# Alexander Wladimirowitsch Wolkow (Eishockeyspieler)
Alexander Wladimirowitsch Wolkow (russisch Александр Владимирович Волков; englische Transkription: Alexander Vladimirovich Volkov; * 2. August 1997 in Moskau) ist ein russischer Eishockeyspieler, der seit Juli 2023 beim HK Dinamo Minsk aus der Kontinentalen Hockey-Liga (KHL) unter Vertrag steht und dort auf der Position des linken Flügelstürmers spielt. In den Playoffs 2020 gewann Wolkow mit den Tampa Bay Lightning den Stanley Cup.

## Karriere
Alexander Wolkow begann seine Karriere als Eishockeyspieler in der Nachwuchsabteilung des SKA Sankt Petersburg. Mit dem Juniorenteam SKA-1946 gewann er 2015 den Charlamow-Pokal, den Meistertitel der MHL. 2017 wurde der Stürmer im NHL Entry Draft 2017 in der zweiten Runde als insgesamt 48. Spieler von den Tampa Bay Lightning ausgewählt. Im Juni 2017 unterzeichnete Wolkow einen Einstiegsvertrag in Tampa. Während der folgenden drei Spielzeiten wurde er vorerst an das Farmteam der Lightning abgegeben, die Syracuse Crunch aus der American Hockey League (AHL). Am 30. Oktober 2019 gab er schließlich sein Debüt in der National Hockey League (NHL). Am Ende der verkürzten Saison 2019/20 gewann Wolkow mit den Lightning in den Playoffs 2020 den Stanley Cup, wobei er neun Partien in der Regular Season sowie das sechste und gleichzeitig letzte Spiel im Playoff-Finale absolvierte.
Nach etwas mehr als drei Jahren in der Organisation der Lightning wurde er im März 2021 an die Anaheim Ducks abgegeben. Im Gegenzug erhielt Tampa den Nachwuchsspieler Antoine Morand sowie ein Siebtrunden-Wahlrecht für den NHL Entry Draft 2023. Als er von den Ducks zu Beginn der Saison 2021/22 erneut in die AHL zu den San Diego Gulls geschickt werden sollte, wurde sein Vertrag in beiderseitigem Einvernehmen aufgelöst. Er schloss sich daraufhin seinem Ausbildungsklub SKA Sankt Petersburg aus der Kontinentalen Hockey-Liga (KHL) an und spielte dort bis zum Sommer 2023, ehe er zu Ligakonkurrenten HK Dinamo Minsk wechselte.

## Erfolge und Auszeichnungen
- 2015 Charlamow-Pokal-Gewinn mit SKA-1946 Sankt Petersburg
- 2020 Stanley-Cup-Gewinn mit den Tampa Bay Lightning

## Karrierestatistik
Stand: Ende der Saison 2023/24

### International
Vertrat Russland bei:
- Ivan Hlinka Memorial Tournament 2014

(Legende zur Spielerstatistik: Sp oder GP = absolvierte Spiele; T oder G = erzielte Tore; V oder A = erzielte Assists; Pkt oder Pts = erzielte Scorerpunkte; SM oder PIM = erhaltene Strafminuten; +/− = Plus/Minus-Bilanz; PP = erzielte Überzahltore; SH = erzielte Unterzahltore; GW = erzielte Siegtore; 1 Play-downs/Relegation; Kursiv: Statistik nicht vollständig)